# Hoberg (Misuri)
Hoberg es una villa ubicada en el condado de Lawrence en el estado estadounidense de Misuri. En el Censo de 2010 tenía una población de 56 habitantes y una densidad poblacional de 400,4 personas por km².

## Geografía
Hoberg se encuentra ubicada en las coordenadas 37°4′6″N 93°50′57″O / 37.06833, -93.84917. Según la Oficina del Censo de los Estados Unidos, Hoberg tiene una superficie total de 0.14 km², de la cual 0.14 km² corresponden a tierra firme y (0%) 0 km² es agua.

## Demografía
Según el censo de 2010, había 56 personas residiendo en Hoberg. La densidad de población era de 400,4 hab./km². De los 56 habitantes, Hoberg estaba compuesto por el 91.07% blancos, el 0% eran afroamericanos, el 0% eran amerindios, el 0% eran asiáticos, el 0% eran isleños del Pacífico, el 5.36% eran de otras razas y el 3.57% pertenecían a dos o más razas. Del total de la población el 10.71% eran hispanos o latinos de cualquier raza.